# Arterias cerebrales
Se conocen como arterias cerebrales (arteriæ cerebri) a las arterias que se distribuyen en la corteza cerebral. Son tres pares principales de arterias y sus ramas que irrigan el cerebro. Las tres arterias principales son:
- la arteria cerebral anterior[1] (ACA);
- la arteria cerebral media[1] (ACM, MCA en inglés);
- la arteria cerebral posterior[1] (ACP, PCA en inglés).

Tanto la ACA como la ACM se originan en porción cerebral de la arteria carótida interna, mientras que la ACP se ramifica desde la intersección entre la arteria comunicante posterior y la porción anterior de la arteria basilar. Los tres pares de arterias están vinculados mediante la arteria comunicante anterior y las arterias comunicantes posteriores. Las tres arterias emiten ramas que perforan el cerebro en sus porciones centrales mediales antes de ramificarse y bifurcarse a su vez.
Las arterias normalmente se dividen en diferentes segmentos desde el 1 al 4 o 5 para denotar cuán lejos está el nivel de ramificación, con los números más bajos denotando vasos más cercanos a la arteria inicial. A pesar de que las arterias que se  ramifican en estos vasos mantienen cierta constancia en términos de tamaño y posición, existe sin embargo gran variedad en cuanto a topografía, posición, fuente y prominencia.